# Soavinandriana
Soavinandriana é uma cidade do planalto central de Madagáscar.